# One Liberty Place
One Liberty Place è un grattacielo di Filadelfia, negli Stati Uniti.
È stato completato nel 1987 su progetto dell'architetto Helmut Jahn. Al suo interno ha sede Cigna, la più grande compagnia di assicurazioni degli Stati Uniti.